# Tecmo World Cup '92
Tecmo World Cup '92 (テクモワールドカップ'92) est un jeu vidéo de football développé par SIMS, sorti en 1992 sur Mega Drive. Il a été commercialisé sur borne d'arcade en 1993.

## Système de jeu
Dans Tecmo World Cup '92 le joueur doit hisser son pays en haut du classement mondial. 24 équipes sont disponibles. Le joueur dispose de différentes combinaisons possibles pendant le jeu.

## Accueil
- Famitsu : 20/40[1]